# بیمارستان ارمنی منجی مقدس
بیمارستان ارمنی منجی مقدس (انگلیسی: Surp Pırgiç Armenian Hospital) (ترکی استانبولی: Yedikule Surp Pırgiç Ermeni Hastanesi </link>) بیمارستانی در محله یدیکوله در منطقه فاتح استانبول است که توسط ارامنه ترکیه تأسیس شده و همچنان اداره می‌شود.
ساخت بیمارستان ارمنی منجی مقدس توسط سلطان دوم آغاز شد. فرمان محمود در سال ۱۸۳۲ و بیمارستان در ۳۱ مه ۱۸۳۴ به خدمت باز شد. بیمارستان توسط ارامنه عثمانی به رهبری کازاز آرتین امیرا بزجیان تأسیس شده است.
بیمارستان امروز به عنوان یک مؤسسه کاملاً مجهز و درجه یک در خدمت عموم مردم صرف نظر از قومیت و مذهب است. این بیمارستان دارای موزه ای به نام Bedros Şirinoğlu Müzesi است که توسط رجب طیب اردوغان، نخست‌وزیر ترکیه در سال ۲۰۰۴ افتتاح شد و آثار و نقاشی‌های مختلف متعلق به میراث فرهنگی ارامنه استانبول را به نمایش می‌گذارد.